# Phortica uncinata
Phortica uncinata är en tvåvingeart som beskrevs av Chen och Gao 2006. Phortica uncinata ingår i släktet Phortica och familjen daggflugor. Inga underarter finns listade i Catalogue of Life.